# Váradi Aurél
Váradi Aurél (Kolozsvár, 1869. július 16. – Kolozsvár, 1931. május 9.) erdélyi magyar újságíró, szerkesztő.

## Életútja
Kolozsváron jogi doktorátust, Marosvásárhelyen ügyvédi oklevelet szerzett. Mint hírlapíró az Ellenzéknél és a Híradónál dolgozott, ez utóbbit szerkesztette is. Tagja volt az Országos Magyar Párt Elnöki Tanácsának, az Unitárius Irodalmi Társaságnak, az Erdélyi Kárpát-Egyesületnek. 1926-tól haláláig az Unitárius Teológiai Akadémia és Főgimnázium felügyelő gondnoka.